# 克莉丝汀·格雷瓜尔
克莉丝汀·格雷瓜尔（英語：Christine O'Grady Gregoire，1947年3月24日—），美国政治人物，民主党人。2005年－2013年擔任华盛顿州州长，2004年及2008年兩度當選，她是第二位女性擔任华盛顿州州长。

## 生平
1947年3月24日，克莉丝汀·格雷瓜尔生于密歇根州亞德里安，在奥本长大。1969年，毕业于华盛顿大学，获得文学士学位。1977年，获得贡萨加大学博士学位。
2004年當選華盛頓州州長，這次選舉得票十分接近，最終經重新點票後，她僅以122票勝出擊敗共和黨候選人。2008年州長選舉她成功連任。民主黨自1985年以來，一直是華盛頓州的執政黨。